# Odbojka u Čakovcu
Odbojka u Čakovcu igra se od druge polovice dvadesetih godina 20. stoljeća, a uvedena je među športove koje je tadašnje Sokolsko društvo Čakovec imalo kao svoje sekcije. 
Točan datum uvođenja nije utvrđen, ali je dokumentirano da se odbojka igrala godine 1929., pa se navedena godina uzima za početak aktivnog bavljenja tim športom u Čakovcu. Izgradnja Sokolskog doma (danas Macanov dom) godine 1935. pridonijela je širenju odbojke, jer su zaljubljenici u tu igru imali na raspolaganju zatvorenu dvoranu koju su mogli koristiti kroz cijelu godinu, ali i vanjski teren za uporabu u ljetnom razdoblju. Od 1946. godine odbojkaši u Čakovcu okupljeni su u Sportskom društvu Jedinstvo, a u kolovozu 1948. postaju sekcija Gimnastičkog društva Mladost. 
U to vrijeme dolazi do naglog povećanja broja odbojkaških ekipa i igrača u njima, pa 1948. godine počinje zlatno doba čakovečke odbojke, karakterizirano postojanjem dvadesetak što muških, što ženskih odbojkaških sastava, kao i igrališta na svakom koraku po gradu koji je imao svega sedam tisuća stanovnika. Uz masovnost dostignuta je i razmjerno visoka razina kvalitete, što se pročulo diljem tadašnje zajedničke države, pa je jednom prigodom list Narodni sport iz Zagreba na svojoj prvoj stranici napisao naslov „Čakovec – grad odbojke“.
Razdoblje uzleta trajalo je nekoliko godina, dosegnuvši vrhunac 1952. godine. Od 1953. dolazi postupno do stagnacije, pa se odbojka ne igra više tako masovno. Postojana kvaliteta se svela na tada već osamostaljeni Odbojkaški klub Mladost, osim kojeg su još postojale tvorničke odbojkaške momčadi većih čakovečkih poduzeća (Čateks, Hrast, Jelen, Međimurska trikotaža Čakovec, Vajda itd.). Godine 1960. OK Mladost prestaje s djelovanjem, a njeni igrači prelaze najprije u DTO Partizan (Društvo za tjelesni odgoj), a zatim 1962. u novoosnovani Odbojkaški klub Građevinar, koji se sljedećih godina natječe u prvenstvu Zagrebačke zone. Početkom sedamdesetih godina 20. stoljeća odbojkaške aktivnosti svedene su na minimum, a loša financijska situacija dovela je naposljetku 1972. do gašenja kluba. Sljedećih nekoliko godina odbojka se igra samo rekreativno, a ne i natjecateljski. Tek 1976. ponovno je osnovan Odbojkaški klub Mladost Čakovec, a za njim još nekoliko klubova, te je pokrenuto općinsko odbojkaško prvenstvo 1977-1978. u kojem je sudjelovalo desetak momčadi iz Čakovca i drugih međimurskih naselja. 
U travnju 1978. održana je osnivačka skupština Odbojkaškog saveza općine Čakovec, i time započinje novo razdoblje uspona u odbojci grada i cijele općine. Pritom se posebno istaknuo ponovno oformljeni Odbojkaški klub Građevinar, u kojeg su prešli igrači Mladosti. On se od 1981. natječe u Hrvatskoj ligi – Sjever, promijenivši krajem 1982. ime u Jedinstvo. Istodobno se formirao i ženski odbojkaški sastav u klubu. Jedinstvo bilježi sve bolje plasmane u ligaškom natjecanju tijekom 80-tih godina, a od 1992., tada već u osamostaljenoj Republici Hrvatskoj, igra u Drugoj državnoj ligi – Sjever, postižući sve veći uspjeh. 
Od 1993. čakovečki odbojkaški klub se zove Meiko, a od 1996. OK Čakovec. Godine 1997. momčad prvi put sudjeluje u kvalifikacijama za Prvu državnu odbojkašku ligu, ali se ne uspijeva plasirati u nju. Tek u trećem pokušaju,  1999. godine, OK Čakovec postaje prvoligaš, te se nekoliko sljedećih sezona natječe u tom najelitnijem rangu hrvatske odbojke. Osvojio je najprije 7. mjesto, pa ponovno 7. mjesto u sezoni 2000/01., a 2001/02. (postavši OK Čakovec GEA 90) postiže najveći uspjeh čakovečke odbojke uopće, plasmanom na 4. mjesto u državi, iza zagrebačke Mladosti, OK Osijeka i OK Varaždina. 
Sljedeće sezone 2002/03. Čakovčani su zauzeli 6. mjesto na tablici među 12 najboljih klubova državne lige, da bi nakon toga pali na 11. mjesto, a u sezoni 2004/05. na 12., posljednje mjesto u ligi, kojim su izgubili prvoligaški status. Ubrzo potom dolazi do otkazivanja financijskih sredstava koje je klub dotad dobivao od uprave Međimurske županije, Grada Čakovca i drugih pokrovitelja, te je u nemogućnosti održavanja natjecateljskog pogona OK Čakovec prestao sa svim aktivnostima. Danas u gradu postoji samo Ženski odbojkaški klub Čakovec, koji je član 2.A Nacionalne odbojkaške lige – centar. Uz to, još se igra sve popularnija odbojka na pijesku.

## Povijest

### Početci i razdoblje do kraja 2. svjetskog rata
Nakon što je odbojka na područje Hrvatske stigla iz Amerike i prvi put prikazana u Zagrebu 1924. godine, postupno se širila preko športske organizacije „Sokol“. Samostalni su se odbojkaški klubovi počeli formirati tek nakon 2. svjetskog rata. Sokolsko društvo Čakovec uvelo je odbojku u drugoj polovici dvadesetih godina 20. stoljeća, i to kao dopunski šport. Najzaslužniji za to bio je odbojkaški zaljubljenik Julije Kerec. Prva improvizirana igrališta nalazila su se u dvorištima Učiteljske škole i Građanske škole (današnja 1. Prva osnovna škola Čakovec), te u dvorani potonje. Kasnije su odbojkaški tereni nicali na sve više mjesta, pa su se, na primjer, nalazili u krugu čakovečke bolnice, na gradskom kupalištu, kod Starog grada Zrinskih, u Sokolskom domu, izgrađenom 1935. godine (danas Macanov dom), i drugdje.
Prva zabilježena utakmica čakovečkih Sokolaša odigrala se 15. kolovoza 1929. godine u nedalekom slovenskom Dravskom Središču, udaljenom petnaestak kilometara od Čakovca. Suparnici Čakovčanima bili su odbojkaši Ptuja, a završilo je rezultatom 32:23 za Slovence. U Čakovcu je 7. lipnja 1930. gostovala favorizirana ekipa Varaždina, koja je očekivano pobijedila domaćine. Dana 8. rujna 1931. održano je prvenstvo Varaždinske župe, na kojem su, među sedam momčadi, sudjelovali i čakovečki odbojkaši, odigravši s promjenjivim uspjehom. Sljedeće godine se, zbog većeg broja ekipa, prvenstvo igralo u dvije skupine i na dva dobivena seta, da bi na kraju Varaždin u finalu pobijedio Čakovec s 2:0.
Utakmice, bilo pojedinačne ili one na turnirima, u kojima su sudjelovali čakovečki odbojkaši i odbojkašice, igrale su se sve do početka 2. svjetskog rata. Kvaliteta odbojke postupno je poboljšavana, pa su Čakovčani u jednoj od posljednjih predratnih utakmica, koja se igrala u Ivancu, pobijedili Varaždince, koji su slovili kao favoriti. Početkom rata skoro sve je, zbog mađarske okupacije Međimurja, zamrlo, osim rekreativne odbojke na čakovečkom gradskom kupalištu.
U tridesetim godinama 20. stoljeća za čakovečku mušku seniorsku momčad najviše su igrali Julije Kerec, Dragutin Antonović, Emil Krnoul, Mijo Micek, Edo Pariz, Matija Pavleković i Engi Rataj, dok su za juniore nastupali Franjo Bence, Đuro Benko, Vladimir Vukšić, Stjepan Besedić, Laszlo Bulcso, Dragutin Karlovčec, Eugen Krištofić, Mirko Požar, Mirko Vrabec i Mirko Weiss. U ženskoj ekipi bile su Štefica Antonović, Koka Kolarić, Blanka Kseneman, Štefica Majhen, Nada Nikolić, Ljubica Pariz, Mera Pirjavec i Delka Rusan.

### Zlatno doba– razdoblje uzleta i masovnosti
Za oživljavanje odbojkaške aktivnosti nakon 2. svjetskog rata najzaslužniji su bili Josip Strahonja, Franciska i Josip Alvađ, Aleksandar Magić i Andrija Strahonja, koji su organizirali prve nastupe čakovečkih igrača. Od 1946. godine odbojkaši i odbojkašice postaju sekcija Sportskog društva Jedinstvo i sudjeluju na nizu turnira ili pojedinačnih utakmica, postižući promjenjive uspjehe. Počelo je te godine 12. svibnja turnirom u Varaždinu, nastavljeno 20. svibnja u Čakovcu utakmicom odbojkaša Jedinstva protiv Sportskog društva France Rozman iz Slovenije, pa ugošćavanjem odbojkaša FD Bjelovar 19. lipnja, te odbojkaša FD Kalnik iz Križevaca 10. srpnja, zatim prvenstvom okruga u Varaždinu 17. srpnja, ženskim finalom prvenstva 2. odbojkaške zone u Karlovcu 24. srpnja, a završilo s još nekoliko turnira, u kojima su Čakovčani uglavnom pobjeđivali.
I u 1947. godini čakovečka je odbojka nastavila uspon. U gradu je izgrađeno niz odbojkaških igrališta te osnovano dvadesetak ekipa, odnosno sekcija (pretežno tvorničkih), među kojima su bile Bolnica, Čak-mag, Čateks, Granap, Hrast, Jelen, Kolska radiona, Međimurska trikotaža, Milicioner, Obrtno, Pobjeda, Poljoprivreda, SDK-Banka, Univerzal, Vajda, Zadružni savez, Zanatlija, zatim sastav čakovečke vojarne te ekipe pojedinih srednjih škola. Svi su se oni natjecali u novoformiranoj Gradskoj ligi. Sljedeće 1948. godine, širenje odbojke je nastavljeno, a te je godine izgrađeno igralište kod Starog grada Zrinskih, značajno za daljnji razvoj ovog športa, posebno za njegovu kvalitetu. Naknadno su pokraj prvog igrališta uređena još dva odbojkaška terena, kako bi se omogućilo svima zainteresiranima da mogu igrati. Čakovec je postao „grad odbojke“, a te, 1948. godine, počinje njeno zlatno doba.
Osim niza turnira na kojima su sudjelovali čakovečki odbojkaši i odbojkašice, u 1948. godini je u gradu održano prvenstvo Hrvatske za žene. Trajalo je dva dana, 6. i 7. srpnja, a domaće odbojkašice Jedinstva osvojile su četvrto mjesto. Igrale su Ambruš, Kolarić, Logožar, Marić, Nikolić i sestre Smolec. Odbojkaši su te godine igrali na prvenstvu Hrvatske u Rijeci i bili također četvrti, a u ekipi su nastupili Franjo Bence, Đuro Benko, Branko Grabar, Antun Kontrec, Ivan Perhoč-Čoro, Tibor Sivončik, Andrija Strahonja i Vladimir Vukšić. Nešto kasnije je u Čakovec na pripreme došla državna reprezentacija, odigravši utakmice s Čakovčanima i zagrebačkom Mladosti (potonja je tada bila državni prvak). U kolovozu 1948. g. igrači Jedinstva postaju sekcija Gimnastičkog društva Mladost Čakovec. Sekcija ima oko 200 odbojkaša, a masovnost pridonosi sve većoj kvaliteti igre. 

#### OKMladostu Prvoj saveznoj ligi - zapad
Sljedećih nekoliko godina odbojkaške aktivnosti u Čakovcu se nastavljaju iznimnim tempom, postižući brojne uspjehe. Od 1950. godine osamostaljeni Odbojkaški klub Mladost prelazi iz igranja u Hrvatskoj ligi u viši stupanj, plasiravši se na kvalifikacijama održanima u Zagrebu od 26. do 29. listopada iste godine u Prvu saveznu ligu - zapad. To je jedan od najvećih uspjeha čakovečke odbojke u njezinoj dugogodišnjoj povijesti, kojeg su ostvarili igrači Franjo Bence, Đuro Benko, Antun Kontrec, Ivan Krištofić, Ladislav-Laci Legenstein, Petar Macakanja, Ivan-Čoro Perhoč, Ivan Petriš, Andrija Strahonja i Vladimir Vukšić. Prvoligaško prvenstvo započelo je krajem travnja 1951. g., a među osam klubova koji su se te sezone natjecali čakovečka Mladost zauzela je na kraju sedmo mjesto i ispala iz te najviše lige u nekadašnjoj državi, igravši u njoj samo jedno ljeto.

#### Dan odbojkaša
Vrhunac odbojke u Čakovcu je dosegnut 1952. g. kada su i kvaliteta i masovnost bili dotad na najvišoj razini. Natjecanja u gradu se odvijaju u dvije lige, Gradskoj i Kotarskoj, gdje u potonjoj sudjeluju i momčadi iz prigradskih i okolnih naselja. Od 10. do 13. srpnja 1952. održan je Dan odbojkaša, s raznovrsnim program koji je uključivao mimohod 27 igračkih ekipa po središtu grada, odigravanje finala Gradske lige, susret reprezentacija Grada i Kotara, pa reprezentacija Čakovca i Zagreba, tečaj za odbojkaške sudce, te Odbojkašku noć u kojoj su sudjelovali poznati Međimurci (npr. Božena Glavak i Jurica Murai). Sudački ispit su nakon tečaja položili Čakovčani Josip Alvađ, Brigita Ivačić, Jeno Krištofić, Ivan Petriš, Stjepan Takač i Ante Wächtersbach.

#### JuniorkeMladostiprvakinje države
Najveći uspjeh čakovečke odbojke u 1952. godini ostvarile su juniorke Mladosti, koje su najprije 5. listopada na prvenstvu Hrvatske u Zagrebu osvojile prvo mjesto, pobijedivši sastave zagrebačke Mladosti i Slavena iz Koprivnice, a zatim na prvenstvu Jugoslavije, održanom u Čakovcu 2. studenog, svladale Krim iz Ljubljane i Trgovački iz Beograda, te postale prvakinje države. Čakovčanke su igrale u sastavu: Dujić, Herstner, Marić, Palfi, Potrebić, Radojević, Steiner i Šarić.

### Godine stagnacije i povremenih uspjeha
U 1953. godini dolazi do krize rezultata čakovečkih odbojkaških ekipa, a glavni razlog za to bila je nemogućnost funkcioniranja odbojkaških pogona zbog nedostatka financijskih sredstava. Nije, naime, bilo novca ni za športsku opremu, ni za troškove prijevoza na utakmice, niti za potrebe prehrane igrača na gostovanjima. U ljeto te godine ponovno u Čakovec dolazi na pripreme državna reprezentacija i 19. kolovoza igra utakmicu s reprezentacijom Hrvatske. U Gradskoj ligi 1953. g. sudjeluje 10 ekipa, a pobjeđuje Čateks, dok je doprvak Međimurska trikotaža Čakovec (MTČ). I sljedeće, 1954. g. Gradska liga se redovno igra, a ekipe sudjeluju i na drugim turnirima i pojedinačnim susretima. Ipak, odbojkaške aktivnosti postupno se svake godine smanjuju. Dolazi i do smjene generacija, kada počinju u drugoj polovici pedesetih godina 20. stoljeća za OK Mladost igrati kasniji nositelji igre Benčik, Bujanić, Ivačić, Megla, Mošmondor, F. Vabec, Vegh, J. Zuzel i L. Zuzel.
U nemogućnosti opstanka OK Mladosti, njeni igrači 1960. g. pristupaju odbojkaškoj sekciji Društva za tjelesni odgoj (DTO) Partizan i počinju igrati u Hrvatskoj ligi – Sjeverna zona. Godine 1962. osnovan je OK Građevinar, koji postaje vodeći klub u Čakovcu sljedećih godina i natječe se u prvenstvu Zagrebačke zone.

#### Kvalifikacije za 2. državnu ligu
Najveći domet OK Građevinar je ostvario 1968. g. nakon što je u prvenstvu Zagrebačke zone bio drugi i zatim sudjelovao u kvalifikacijama za 2. državnu ligu. Kvalifikacije su održane u Vukovaru, a sudjelovale su sljedeće momčadi: Partizan iz Donjih Kaštela, Partizan iz Rijeke, Borovo i Vukovar. Čakovčani, koji su nastupili u sastavu Blašković, Kunčić, Megla, Pavičić, V. Petek, F. Vabec, i J. Zuzel, nisu se dobro iskazali, izgubivši sve utakmice, pa su tako ostali bez plasmana u viši rang natjecanja.
Svi problemi, koji su i dalje opterećivali OK Građevinar, nisu se rješavali i kulminirali su 1972. g., kada klub prestaje s radom, a dio je igrača prešao u druge odbojkaške momčadi. Povremeno su nastupali i za tvorničku ekipu Građevnog kombinata (GK) Međimurje na Sportskim igrama građevinara. 

### Razdoblje uspona i vrhunac na prijelazu tisućljeća
Nakon nekoliko godina stanke, na inicijativu proslavljenog odbojkaškog asa, nekadašnjeg crnog bombardera Branka Grabara, odbojka se u Čakovcu budi ponovnim osnivanjem OK Mladosti 1976. godine. U novopokrenutom prvenstvu Međimurske odbojkaške lige u sezoni 1977/78., među 12 ekipa sudjeluju, osim Mladosti, čakovečke momčadi GK Međimurje, Partizan, 13. maj i ekipa veterana. Godine 1981. OK Mladost prestaje djelovati, a vodeću ulogu preuzima ponovno OK Građevinar, koji je popunio svoje redove odbojkašima ugašene Mladosti. „Građevinari“ uspijevaju u kvalifikacijama i 1981. g. plasiraju se u Hrvatsku ligu – centar. Te su godine za klub igrali Gattin, Hoblaj, Ištvanović, Kolarek, Korent, Kozjak, Megla, Mihalic, Miko, Oreški, V. Petek, S. Petriš, Prprović, Silaj, Sušec, F. Vabec, I. Vabec, Vojvodić, Vrbanec i Vrtarić.
Krajem 1982. g. klub mijenja ime u Odbojkaški klub Jedinstvo i pod tim imenom se natječe sve do 1992. g. Tada, već u samostalnoj Hrvatskoj, postaje OK TIM - AGM, a već sljedeće, 1993. godine, OK Meiko. U sezoni 1993/94. klub uspijeva doći do doigravanja za prvaka Druge državne lige – sjever, ali na kraju ostaje na trećem mjestu. U sastavu su nastupili Bilas, Filo, Hardi, Hoblaj, Hunjak, T. Kirić, Kolarek, Novak, R. Rešetar, Silaj, Šalamon, S. Vabec i Zachowius.
17. prosinca 1995. skupština kluba donosi odluku o promjeni imena u Odbojkaški klub Čakovec. Tekuću sezonu igrači završavaju na četvrtom mjestu ljestvice, ali već sljedeće, 1996/97., postaju prvaci i stječu pravo na kvalifikacije za Prvu državnu ligu. Među četiri kluba koja su sudjelovala u kvalifikacijama, Čakovčani osvajaju treće mjesto i ostaju drugoligaši. Isto se ponovilo i sljedeće sezone. 

#### OKČakovecu Prvoj odbojkaškoj ligi
Pravilo „treće sreće“ iskazalo se u natjecateljskoj sezoni 1998/99., kada OK Čakovec postaje prvoligaš. Nakon što je momčad po treći put osvojila prvo mjesto u Drugoj ligi, sudjelovala je u kvalifikacijama i uspjela se plasirati u taj najelitniji rang hrvatske odbojke. Taj su plasman ostvarili sljedeći igrači: Damir Bilas, Dragiša Hardi, Željko Hunjak, Ivo Kljaić, Ivan Kovač, Kole Mihajlov, Siniša Novak, Dino Oreški, Renato Rešetar, Jerko Treska, Miroslav Vabec, Siniša Vabec i Kristijan Vincek.
U Prvoj ligi ekipa se natjecala šest godina, osvojivši prve dvije godine sedma mjesta, a onda u sezoni 2001/02. (kao Odbojkaški klub Čakovec GEA 90) četvrto, što je najveći domet čakovečke odbojke uopće. Nakon toga slijedi postupni pad, prvo na šesto mjesto u sezoni 2002/03., zatim na jedanaesto i na kraju na dvanaesto, posljednje mjesto, te se time OK Čakovec 2005. g. oprostio od Prve lige.    

### Poteškoće i pad aktivnosti
Budući da prvoligaško natjecanje zahtijeva veliki angažman, dobru organizaciju, kvalitetne igrače i velika financijska sredstva, dovoljno je da jedan od tih uvjeta zakaže i izgubi se prvoligaški status. Upravo ovo potonje dogodilo se OK Čakovcu, jer je došlo do otkazivanja izvora financijske potpore, i to od strane Međimurske županije, Grada Čakovca i nekih privatnih pokrovitelja. Klub pada 2005. g. u Drugu odbojkašku ligu, a najbolji igrači ga napuštaju, jer im uprava nije ispunila ugovorne obveze. Bez obzira na napore vodstva kluba za spas i goli opstanak, ubrzo dolazi do prestanka svih aktivnosti.

### Ženske ekipe trenutni nositelji odbojke u gradu
U Čakovcu se posljednjih godina igra samo ženska odbojka, i to nastupanjem Ženskog odbojkaškog kluba Čakovec u 2.A Nacionalnoj odbojkaškoj ligi – centar. Prisutna je i sve popularnija odbojka na pijesku, pa je u lipnju 2015. godine održano 2. Pojedinačno prvenstvo Hrvatske za seniorke, pod nazivom „Kup grada Čakovca“, na kojem su se natjecala i dva domaća ženska para iz čakovečkog Kluba odbojke na pijesku.